# لؤي عيسى
لؤي محمود طه عيسى (وُلد في 30 أكتوبر 1957 في غزة) سياسي ودبلوماسي فلسطيني، كان سفيرًا لدولة فلسطين على فترات مختلفة لدى موريتانيا، والجزائر وسلطنة عُمان وطاجيكستان.

## حياته
عُين سفيرًا لدولة فلسطين لدى موريتانيا عام 2005، وعمل سفيرًا لدى سلطنة عمان حتى عام 2014.
عُين سفيرًا لدى الجزائر عام 2014.
عُين سفيرًا لدى طاجيكستان في 3 أبريل 2020 حيث يُعد أول سفيرٍ فلسطيني مُقيم لدى طاجيكستان. واستمر حتى انتهاء مهامه في أغسطس 2024.